# Nik Slavica
Nik Slavica, né le 7 février 1997 à Šibenik (Croatie), est un joueur professionnel croate de basket-ball. Il mesure 2,05 m et évolue aux postes d'ailier fort et d'ailier.

## Biographie
Natif de Šibenik, il déménage à l'âge de 10 ans vers la capitale pour rejoindre les équipes de jeunes du Cibona Zagreb.
Il s'est présenté à la draft 2016 de la NBA mais a ensuite retiré son nom.

## Sélection nationale
Avec les moins de 19 ans croates, il s'incline en finale du Championnat du monde des moins de 19 ans face aux Américains.

## Palmarès
- Médaille d'argent au Championnat du monde des moins de 19 ans 2015 en Grèce.